# Helianthemum ciliatum
Helianthemum ciliatum är en solvändeväxtart som först beskrevs av René Louiche Desfontaines, och fick sitt nu gällande namn av Christiaan Hendrik Persoon. Helianthemum ciliatum ingår i släktet solvändor, och familjen solvändeväxter. Inga underarter finns listade i Catalogue of Life.